# Hamodes amabilis
Hamodes amabilis är en fjärilsart som beskrevs av Walker 1869. Hamodes amabilis ingår i släktet Hamodes och familjen nattflyn. Inga underarter finns listade i Catalogue of Life.